# Vatnahalsen Station
Vatnahalsen Station (Vatnahalsen holdeplass eller Vatnahalsen stasjon) er en jernbanestation på Flåmsbanen i Norge. Stationen består af en rød ventesalsbygning i træ og en lang perron. Vatnahalsen hotell ligger ved stationen, ligesom der findes mange hytter i området.
Stationen åbnede for godstrafik 1. august 1940 og som trinbræt for persontrafik 10. februar 1941. Stationsbygningen blev opført efter tegninger af NSB Arkitektkontor i 1939.